# Grand Prix Formule 1 van Bahrein 2006

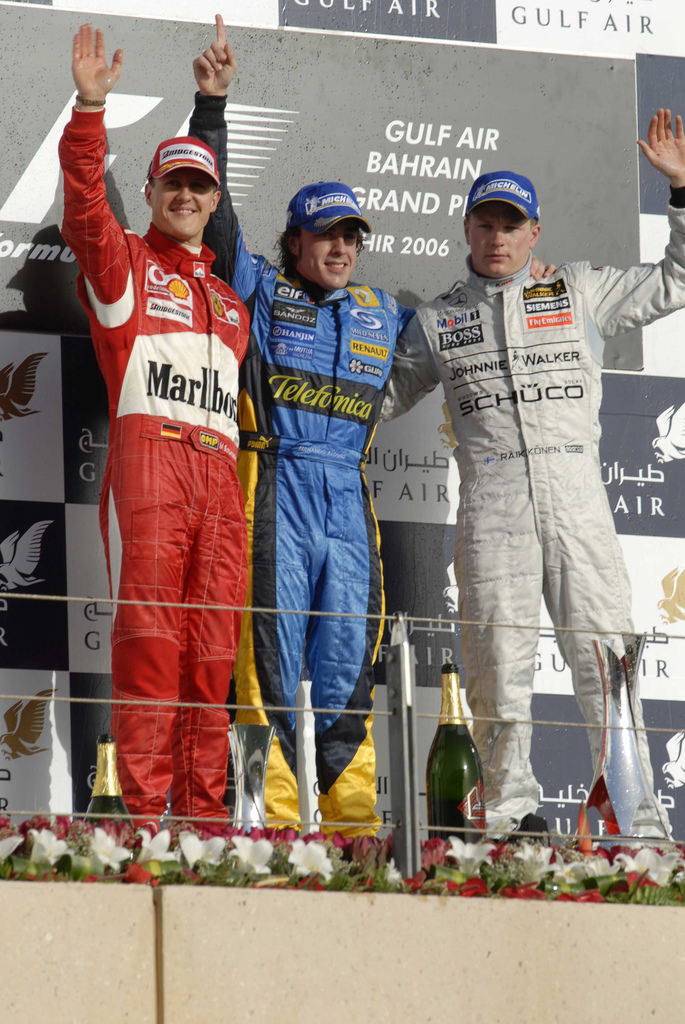
de winnaars op het podium

De Grand Prix Formule 1 van Bahrein 2006 werd gehouden op 12 maart 2006 op het Bahrein International Circuit in Sakhir.

## Testrijders op vrijdag
| Team                  | Rijder            |
| --------------------- | ----------------- |
| Williams - Cosworth   | Alexander Wurz    |
| Honda                 | Anthony Davidson  |
| Red Bull - Ferrari    | Robert Doornbos   |
| BMW Sauber            | Robert Kubica     |
| MF1 - Toyota          | Markus Winkelhock |
| Toro Rosso - Cosworth | Neel Jani         |
| Super Aguri - Honda   | -                 |

## Uitslag
| Positie | Nummer | Rijder               | Team                  | Ronden | Tijd/Opgave | Startplaats | Punten |
| ------- | ------ | -------------------- | --------------------- | ------ | ----------- | ----------- | ------ |
| 1       | 1      | Fernando Alonso      | Renault               | 57     | 1:29:46.205 | 4           | 10     |
| 2       | 5      | Michael Schumacher   | Scuderia Ferrari      | 57     | +1.246      | 1           | 8      |
| 3       | 3      | Kimi Räikkönen       | McLaren - Mercedes    | 57     | +19.360     | 22          | 6      |
| 4       | 12     | Jenson Button        | Honda                 | 57     | +19.992     | 3           | 5      |
| 5       | 4      | Juan Pablo Montoya   | McLaren - Mercedes    | 57     | +37.048     | 5           | 4      |
| 6       | 9      | Mark Webber          | Williams - Cosworth   | 57     | +41.932     | 7           | 3      |
| 7       | 10     | Nico Rosberg         | Williams - Cosworth   | 57     | +1:03.043   | 12          | 2      |
| 8       | 15     | Christian Klien      | Red Bull - Ferrari    | 57     | +1:06.771   | 8           | 1      |
| 9       | 6      | Felipe Massa         | Scuderia Ferrari      | 57     | +1:09.907   | 2           |        |
| 10      | 14     | David Coulthard      | Red Bull - Ferrari    | 57     | +1:15.541   | 13          |        |
| 11      | 20     | Vitantonio Liuzzi    | Toro Rosso - Cosworth | 57     | +1:25.997   | 15          |        |
| 12      | 16     | Nick Heidfeld        | BMW Sauber            | 56     | +1 Ronde    | 10          |        |
| 13      | 21     | Scott Speed          | Toro Rosso - Cosworth | 56     | +1 Ronde    | 16          |        |
| 14      | 7      | Ralf Schumacher      | Toyota                | 56     | +1 Ronde    | 17          |        |
| 15      | 11     | Rubens Barrichello   | Honda                 | 56     | +1 Ronde    | 6           |        |
| 16      | 8      | Jarno Trulli         | Toyota                | 56     | +1 Ronde    | 14          |        |
| 17      | 18     | Tiago Monteiro       | MF1 - Toyota          | 55     | +2 Rondes   | 19          |        |
| 18      | 22     | Takuma Sato          | Super Aguri - Honda   | 53     | +4 Rondes   | 20          |        |
| Ret     | 23     | Yuji Ide             | Super Aguri - Honda   | 35     | Mechanisch  | 21          |        |
| Ret     | 17     | Jacques Villeneuve   | BMW Sauber            | 29     | Motor       | 11          |        |
| Ret     | 2      | Giancarlo Fisichella | Renault               | 21     | Hydrauliek  | 9           |        |
| Ret     | 19     | Christijan Albers    | MF1 - Toyota          | 0      | Aandrijfas  | 18          |        |

## Wetenswaardigheden
- Eerste race: BMW Sauber, Honda, Midland F1, Scuderia Toro Rosso en Super Aguri. BMW Sauber was overgenomen van Sauber, Honda van BAR-Honda, Midland van Jordan en Toro Rosso van Minardi. Super Aguri is een geheel nieuw team.
- Eerste punten en eerste snelste ronde: Nico Rosberg bij zijn F1-debuut.
- Rondeleiders: Michael Schumacher 27 (1-15; 24-35), Fernando Alonso 25 (16-19; 36-39; 41-57), Juan Pablo Montoya 4 (20-23) en Jenson Button 1 (40).

## Standen na de Grand Prix

### Coureurs
| Positie | Nummer | Rijder             | Team             | Punten |
| ------- | ------ | ------------------ | ---------------- | ------ |
| 1       | 1      | Fernando Alonso    | Renault          | 10     |
| 2       | 5      | Michael Schumacher | Scuderia Ferrari | 8      |
| 3       | 3      | Kimi Räikkönen     | McLaren          | 6      |
| 4       | 12     | Jenson Button      | Honda            | 5      |
| 5       | 4      | Juan Pablo Montoya | McLaren          | 4      |

### Constructeurs
| Positie | Nummers | Team             | Rijders                              | Punten |
| ------- | ------- | ---------------- | ------------------------------------ | ------ |
| 1       | 1 2     | Renault          | Fernando Alonso Giancarlo Fisichella | 10     |
| 2       | 3 4     | McLaren          | Kimi Räikkönen Juan Pablo Montoya    | 10     |
| 3       | 5 6     | Scuderia Ferrari | Michael Schumacher Felipe Massa      | 8      |
| 4       | 11 12   | Honda            | Jenson Button Rubens Barrichello     | 5      |
| 5       | 9 10    | Williams         | Mark Webber Nico Rosberg             | 4      |

## Statistieken
| Snelste ronde | Nico Rosberg | Williams - Cosworth | 1:32.406 |

## Noot
- Dit was het debuut van de Japanse coureur Yuji Ide, de Duitse coureur (en toekomstig wereldkampioen) Nico Rosberg en de Amerikaanse coureur Scott Speed.
- Eerste snelste ronde voor Nico Rosberg.
- Dit was de 25ste podiumplaats voor een Spaanse coureur.
- Fernando Alonso won de Grote Prijs van Bahrein voor de tweede keer (eerdere overwinning in 2005) en vestigde hiermee een record. Hij verbrak het oude record van Michael Schumacher (1) en werd zo de eerste coureur die meervoudig winnaar werd in Bahrein.

2004 · 2005 · 2006 · 2007 · 2008 · 2009 · 2010 · 2012 · 2013 · 2014 · 2015 · 2016 · 2017 · 2018 · 2019 · 2020 · 2021 · 2022 · 2023 · 2024 · 2025 · 2026 · 2027 · 2028 · 2029 · 2029 · 2030 · 2031 · 2032 · 2033 · 2034 · 2035 · 2036